# 蒙图尔
蒙图尔（法語：Montours，法語發音：[mɔ̃tuʁ]）是法国伊勒-维莱讷省的一个旧市镇，位于该省东北部，属于富热尔-维特雷区。2017年，蒙图尔与临近的2个市镇合并为新市镇莱波特迪科格莱，蒙图尔为新市镇行政中心。

## 地理
蒙图尔（48°26'34"N, 1°18'32"W）面积15.27 平方千米，位于法国布列塔尼大區伊勒-维莱讷省，该省份为法国西北部沿海省份，位于布列塔尼半岛东部，北濒大西洋，西接阿摩尔滨海省和莫尔比昂省，南至大西洋卢瓦尔省，西南端接曼恩-卢瓦尔省，东临马耶讷省，东北与芒什省接壤。
与蒙图尔接壤的市镇（或旧市镇、城区）包括：勒沙特利耶、科格勒、勒费雷、波耶、圣艾蒂安昂科格勒、圣日耳曼昂科格勒、拉塞勒昂科格勒。

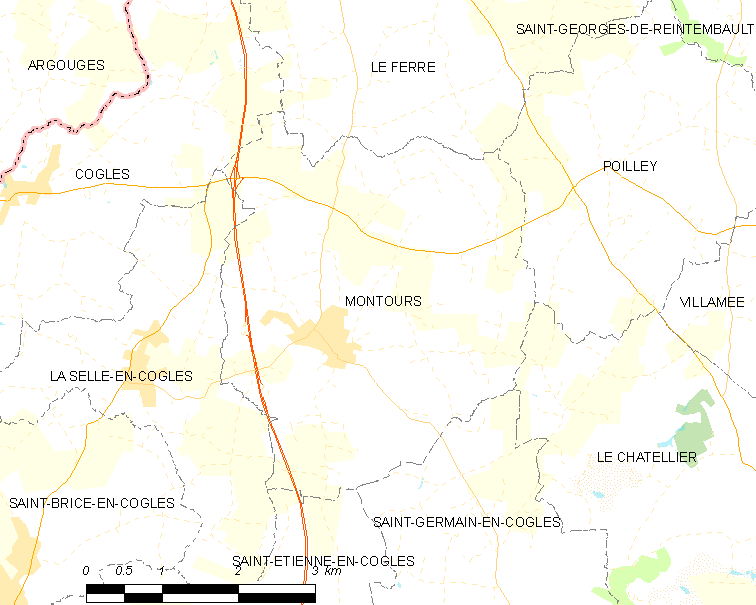
蒙图尔的OSM定位图

蒙图尔的时区为UTC+01:00、UTC+02:00（夏令时）。

## 行政
蒙图尔的邮政编码为35460，INSEE市镇编码为35191。

## 政治
蒙图尔所属的省级选区为瓦勒库埃农县。

## 人口

1962-2008年间蒙图尔人口变化图示

蒙图尔于2018年1月1日时的人口数量为1105人。